# ماعز

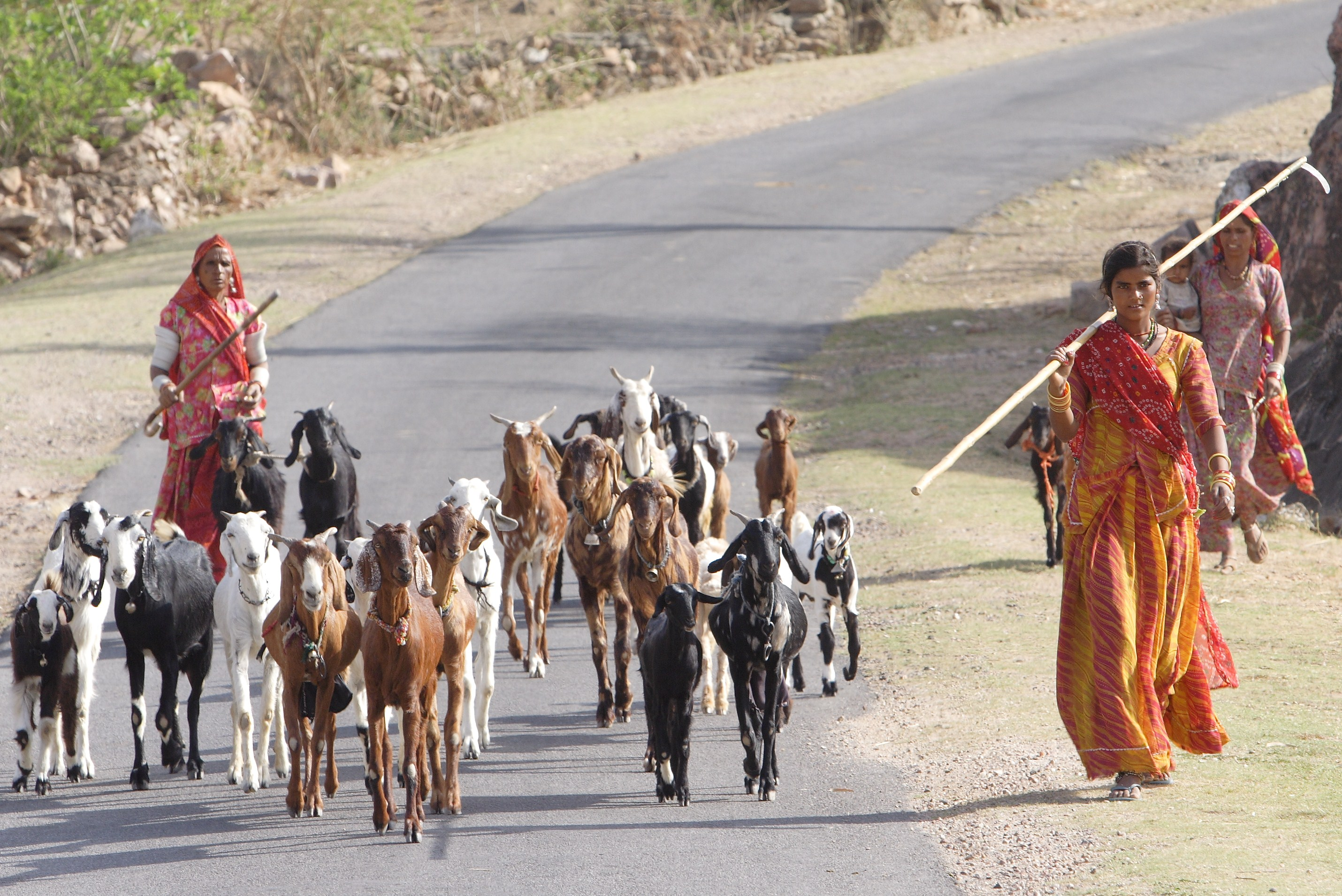
راعيات هنديات يرعون مِعاز في راجستان

الماعز واحد المعز، أحد أنواع جنس الوعل، وهو من الحيوانات القوية الصبورة التي يمكنها تحمل العيش في بيئات قاسية و مختلفة، فهي تعيش في أعالي الجبال وفي السهول وحتى يمكنها في الواحات والصحاري. جسم الماعز رشيق وقوي ومغطى بالشعر وذلك مكنها من إيجاد طعامها بسهولة على الأرض وحتى في تسلقها الشجيرات لأكل الأوراق والبراعم. ويسمى ذكر الماعز «التيس» والأنثى «معزة» وصغيرهما يعرف بالجدي. ومن أشهر أنواع الماعز:
- ماعز الألب
- ماعز الأنجلونوبيان
- ماعز دمشقي
- ماعز البور
- السانين السويسرية لونها أبيض كريمي ولها آذان صغيرة شعرها قصير وناعم متوسطة الحجم وزن العنزة 65 كجم لبنها به 3-4% دهن وهي حساسة لضوء الشمس
- الزرايبي المصري سلالة مصرية نشأت منها سلالة الآنجلو نوبيان العالمية مع النوبي المصري تلد الأنثى من2-3جديان في البطن الواحدة وتتناسل طول العام وإنتاجها من اللبن 160-325 كجم لبن ويصل إنتاج بعض الأفراد حاليا 550 كجم في الموسم

## التشريح والصحة
لا يخلو قطيع للغنم من عدد من الماعز حيث أنها تسبر طريق الرعي أمام بقية القطيع. ومدة حمل إناث الماعز تتراوح بين 4 إلى 5 أشهر وغالبا ما تكون أوقات الولادة بين منتصف الليل حتى أول الصباح. ومن علامات اقتراب الولادة الخمول قبل 3 إلى 4 أيام من الولادة وأثناء الولادة لاتصدر الأنثى أي صوت وفي أكثر الأحيان لا تحتاج إلى مساعدة أو إلى تدخل بشري

## ولادة الماعز

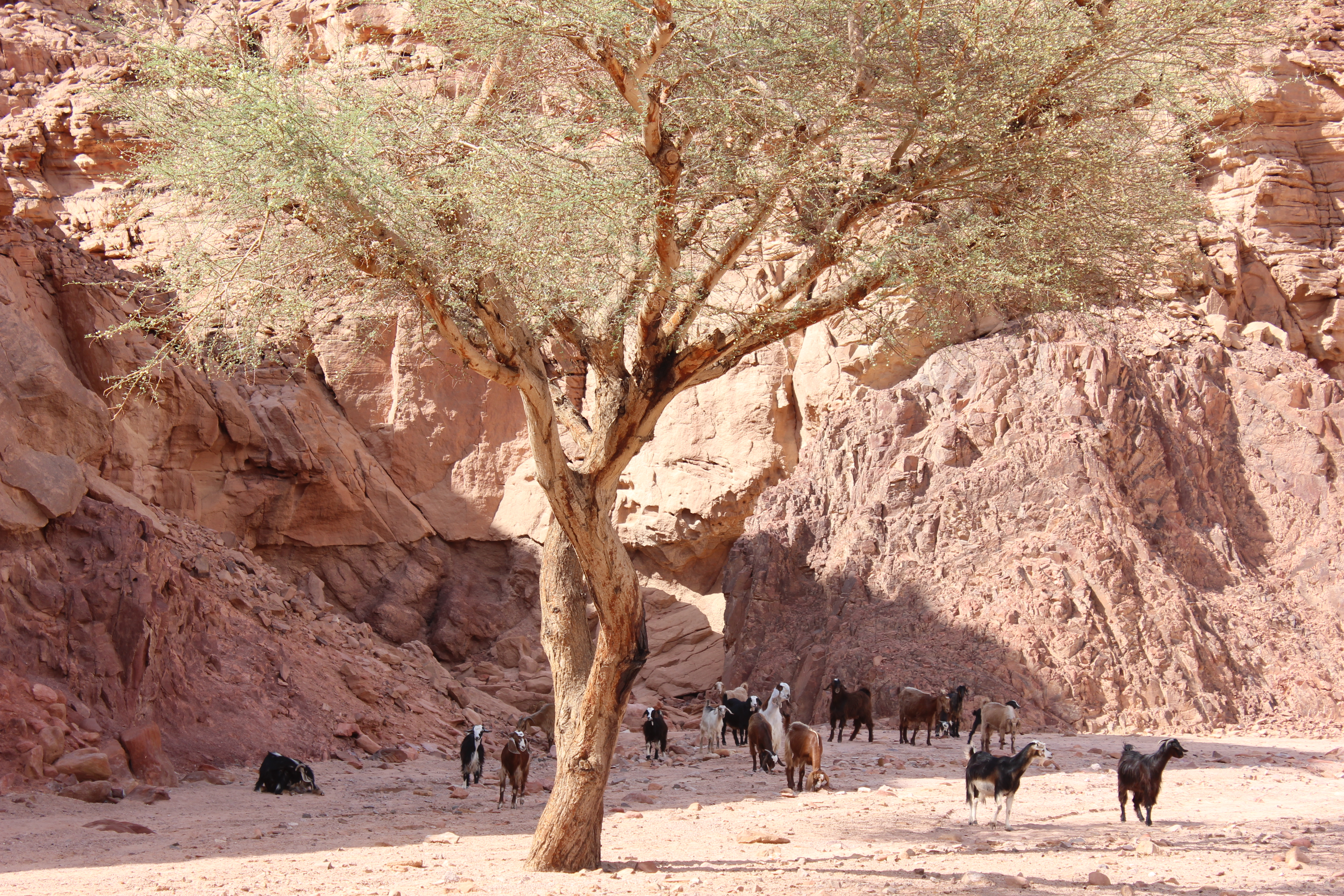
رعاية الماعز في نويبع جنوب سيناء

مدة حمل إناث الماعز تتراوح بين 4 أشهر إلى 5 أشهر وعشرة أيام وغالبا ما تكون أوقات الولادة بين منتصف الليل حتى أول الصباح.
من علامات اقتراب الولادة نزول الضرع وارتخاء الأعصاب عند منطقة الحوض وظهور سائل لزج من الحيا والخمول قبل 3 إلى 4 أيام من الولادة ونرى أن الماعز يوم الولادة تعمد إلى زاوية أو ركن آمن عند احساسها بقرب الولادة وأثناء الولادة تصدر الأنثى بعض الأصوات عند احساسها بألام الوضع وفي أكثر الأحيان لا تحتاج إلى مساعدة أو إلى تدخل بشري.والأغنام بشكل عام متعددة الشبق أي تضع في الغالب التوائم من اثنين إلى ثلاثة وهناك حالات نادرة من 4 إلى 5 توائم في الولادة الواحدة.

## الماعز والزراعة

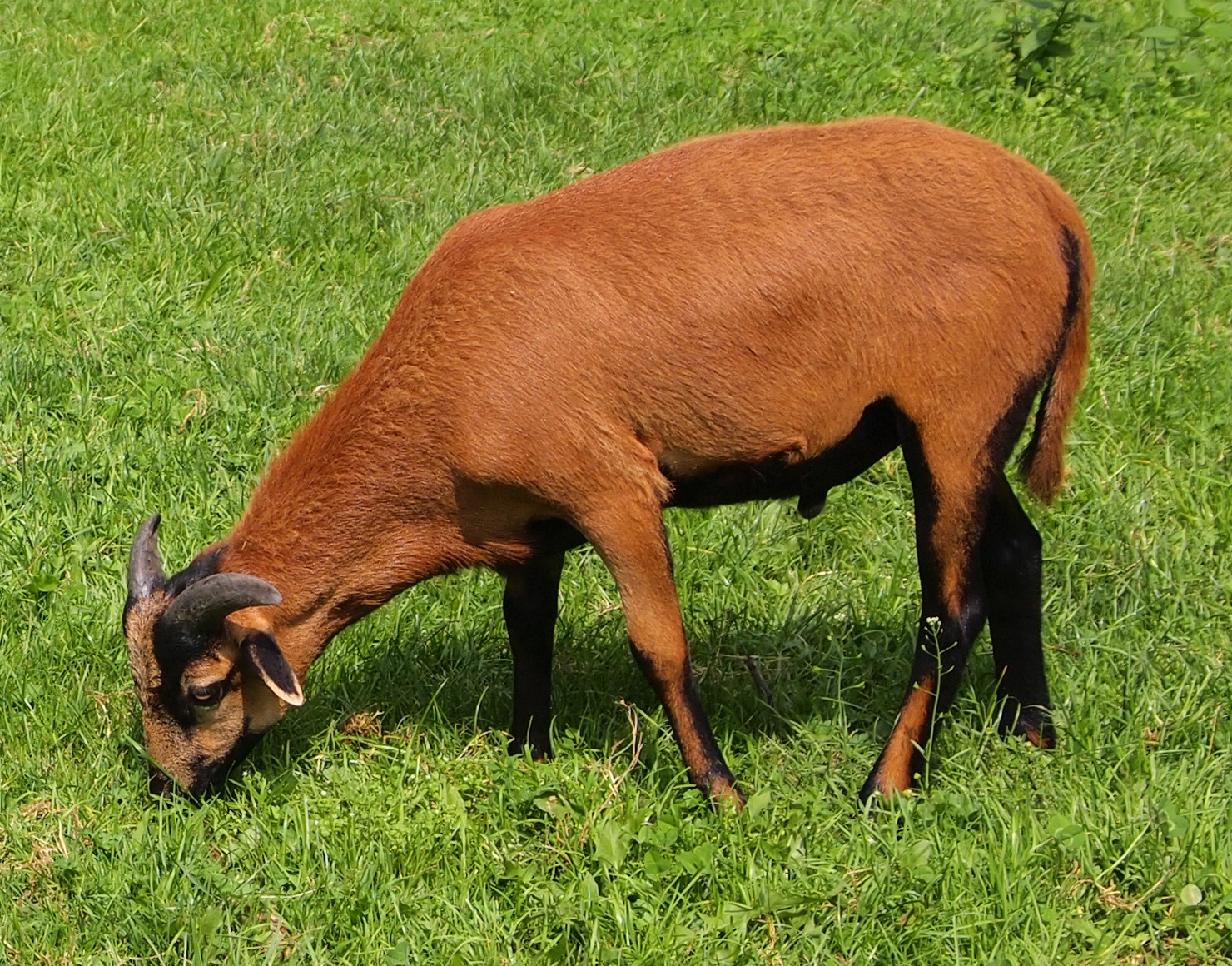
ماعز يرعى

يمتاز حليب الماعز بالدسامة العالية ويصنع منه أفضل أنواع الجبن الدسم واللبن الخاثر الزبادي. ولا يخلو قطيع الغنم من عدد من الماعز حيث أنها تسبر طريق الرعي أمام بقية القطيع.